# Piet Adema
Pieter (Piet) Adema (ur. 6 listopada 1964 w Opeinde w gminie Smallingerland) – holenderski polityk, przedsiębiorca, działacz gospodarczy i samorządowiec, w latach 2013–2021 przewodniczący Unii Chrześcijańskiej (CU), od 2022 do 2024 minister rolnictwa, zasobów naturalnych i żywności.

## Życiorys
Ukończył szkołę średnią o profilu technicznym, później studiował nauki o organizacji na Open Universiteit. Pracował jako kierownik handlowy w różnych firmach, prowadził własną działalność gospodarczą. Był też dyrektorem regionalnym przedsiębiorstwa budowlanego VolkerWessels.
Należał do ugrupowania GPV, z którym współtworzył Unię Chrześcijańską. W latach 2007–2011 wchodził w skład egzekutywy stanów prowincjonalnych (Gedeputeerde Staten) we Fryzji. Był pełniącym obowiązki burmistrza gmin Achtkarspelen (2011–2013), Tynaarlo (2013–2014) i Borger-Odoorn (2014–2015). W latach 2012–2013 zajmował stanowisko sekretarza CU do spraw politycznych, a od 2013 do 2021 był przewodniczącym swojego ugrupowania. Został powołany na przewodniczącego zrzeszenia firm sprzątających Schoonmakend Nederland (2015) i na prezesa stowarzyszenia przedsiębiorstw sektora budowlanego WoningBouwersNL (2017). Od 2015 wchodził w skład zarządu organizacji pracodawców VNO-NCW.
W październiku 2022 dołączył do czwartego rządu Marka Ruttego, obejmując w nim stanowisko ministra rolnictwa, zasobów naturalnych i żywności. Zastąpił na tej funkcji Henka Staghouwera, które zajmował do lipca 2024.